# Tweede klasse (voetbal Noord-Holland)
De Tweede klasse was van 1903 tot 1969 het tweede voetbalniveau en van 1969 tot 1996 het derde niveau die de Noordhollandsche Voetbalbond organiseerde. Met de opheffing van de NHVB, hield de Tweede klasse in 1996 op te bestaan en werden de clubs allen geplaatst in de Zevende klasse bij de KNVB.